# Dragó crestat
El dragó crestat (Rhacodactylus ciliatus) és una espècie de sauròpsid (rèptil) escatós de la família dels diplodactílids originari de Nova Caledònia.
És de mida petita, màxim 20 cm incloent-hi la cua. És un animal nocturn i normalment se sol alimentar de grills i també de petites quantitats de fruita.